# Rated R (Rihanna-Album)
Rated R (englisch für „Mit einem R bewertet“) ist das vierte Studioalbum der Sängerin Rihanna, das im November 2009 erschien.

## Entstehung und Veröffentlichung
Die Erstveröffentlichung von Rated R erfolgte am 20. November 2009 bei Def Jam Recordings. Das Album erschien in seiner Originalausführung als CD und Download mit 13 Titeln (Katalognummer: 06025 2725990). Am gleichen Tag erschien auch eine digitale Deluxeausführung mit zwei Bonustiteln. Am 8. Mai 2010 erschien eine Remixvariante des Albums.
Geschrieben und produziert wurden die Lieder von verschiedenen, wechselnden Liedtextern, Komponisten und Musikproduzenten. Rihanna selbst war beim Schreibprozess von neun Liedern beteiligt. Weitere Beteiligte waren unter anderem Jay-Z, Ne-Yo, L.A. Reid, StarGate oder auch will.i.am. Das Album wurde innerhalb von acht Monaten von März bis November 2009 aufgenommen. Die Aufnahmen fanden in den Milk Studios in Manhattan, New York, den Metropolis Studios in London, den Studios Davout in Paris und den Westlake Recording Studios in Los Angeles statt.
Am 19. Oktober 2010 wurde ein Bildband namens Rihanna veröffentlicht, der die Entstehungsgeschichte von Rated R zeigt außerdem Ausschnitte ihrer Last Girl on Earth Tour. Rihanna erstellte das Buch zusammen mit dem Art-Director Simon Henwood. Rihanna sagte selber: „Es ist ein Bildband mit Bildern, die die Menschen noch nie zuvor gesehen haben. Es ist wie ein Backstage-Pass, wie ein Modebuch. Es ist eine Schöpfung des Rated R Albums von Schritt zu Schritt. Es zeigt den ganzen Weg zu dem, was das Album und die Tournee jetzt sind, wie sie geschaffen wurden und wie es dazu kam.“ Das Buch ist als Hardcover- und Taschenbuch erhältlich. Der Titel des Buches sollte eigentlich Rihanna: The Last Girl on Earth heißen. Man entschied sich später aber doch für nur Rihanna. Es ist nur auf Englisch erhältlich.

## Inhalt
Im Hinblick auf Rated R gab es viele Spekulationen darüber, ob einer der Songs auf dem Album von ihrem ehemaligen Freund Chris Brown handeln würde. In einem Interview mit MTV stellte Ne-Yo, welcher schon in der Vergangenheit Lieder für Rihanna geschrieben hatte, klar, dass er keinen Titel für sie über Brown geschrieben habe, wegen seiner Freundschaft mit Brown. Der Produzent Chuck Harmony sagte, dass, egal welcher Song als erste Single veröffentlicht wird, die Menschen sofort denken werden, das Lied handle von Brown.
In einem Interview mit Marc Malkin bei den MTV Video Music Awards erklärte Ne-Yo, dass die Menschen eine kantigere und wütendere Rihanna auf dem Album erwarten sollen. Später erzählte er der In Touch Weekly, dass das Album definitiv kantigerer wird als die Art wie wir Rihanna gewohnt waren, während er das Album als „befreit“ beschreibt. Akon erklärte anderseits, dass er keine wütende Rihanna will. Mit dem Erfolg ihres letzten Albums wollte Rihanna sicherstellen, dass sie nicht in einen monotonen Ton oder Stimmung fällt. Bei dem Justin Timberlake & Friends Konzert in Las Vegas, sagte Timberlake MTV, dass Rated R einen ganz neuen Klang besitzt, und dass die neuen Songs nicht nur eine Neuauflage von dem Material sind, welches die Fans auf ihrem letzten Album zu hören bekamen.
Nach dem Release der ersten Single Russian Roulette wurde bewusst, dass die Reaktion der Fans, die den Titel gehört hatten, gemischt waren. Im Februar 2010 sagte Rihanna, dass sie das Album mochte, aber ihr nächstes weniger intensiv wäre: „Ich mag den Boden, den Schmutz von ihr. Aber wenn ich es mit mehr Energie und Up-Tempo-Pop-Platten kombiniere, dann denke ich, dass es eine glückliche „Ehe“ wird. Und das ist der Weg, den wir wahrscheinlich als Nächstes einschlagen werden.“ Auf die Frage, was das wichtigste Lied für sie ist, sagte sie, dass sie nicht ein wichtigstes Lied hat, zu ihren Favoriten gehören aber Fire Bomb und Cold Case Love. Sie erklärte ferner, dass sie die Songs, die Spaß machen, sehr genieße, darunter Rockstar 101, Hard und ihre Hit-Single Rude Boy.

## Titelliste
| #  | Titel                       | Text                                                                                               | Produzenten                 | Länge |
| -- | --------------------------- | -------------------------------------------------------------------------------------------------- | --------------------------- | ----- |
| 1  | Mad House                   | Makeba Riddick, Will Kennard, Saul Milton, Robyn Fenty                                             | Chase & Status              | 1:34  |
| 2  | Wait Your Turn              | James Fauntleroy II, Mikkel S. Eriksen, Tor Erik Hermansen, Kennard, Milton, Takura Tendayi, Fenty | Chase & Status, StarGate    | 3:46  |
| 3  | Hard feat. Jeezy            | Terius Nash, Christopher Stewart, Fenty, Jay Jenkins                                               | The-Dream, Tricky Stewart   | 4:10  |
| 4  | Stupid in Love              | Shaffer Smith, Eriksen, Hermansen                                                                  | StarGate, Ne-Yo             | 4:01  |
| 5  | Rockstar 101 feat. Slash    | Nash, Stewart, Fenty                                                                               | The-Dream, Tricky Stewart   | 3:58  |
| 6  | Russian Roulette            | Smith, Chuck Harmon                                                                                | Chuck Harmony, Ne-Yo        | 3:47  |
| 7  | Fire Bomb                   | Fauntleroy II, Brian Kennedy, Fenty                                                                | Brian Kennedy               | 4:17  |
| 8  | Rude Boy                    | Eriksen, Hermansen, Ester Dean, Riddick, Rob Swire, Fenty                                          | StarGate, Rob Swire         | 3:42  |
| 9  | Photographs feat. will.i.am | William Adams, Jean Baptiste, Michael McHenry, Allan Pineda, Alain Whyte                           | will.i.am                   | 4:46  |
| 10 | G4L                         | Kennard, Milton, Fauntleroy II, Fenty                                                              | Chase & Status              | 3:59  |
| 11 | Te amo                      | Eriksen, Hermansen, Fauntleroy II, Fenty                                                           | StarGate                    | 3:28  |
| 12 | Cold Case Love              | Justin Timberlake, Robin Tadross, Fauntleroy II                                                    | The Y's                     | 6:04  |
| 13 | The Last Song               | Fauntleroy II, Kennedy, Ben Harrison, Fenty                                                        | Brian Kennedy, Ben Harrison | 4:16  |

### Bonustitel
| #  | Titel                                   | Text                                    | Produzenten    | Länge |
| -- | --------------------------------------- | --------------------------------------- | -------------- | ----- |
| 14 | Russian Roulette (Donni Hotwheel Remix) | Shaffer Smith, Fenty                    | Donni Hotwheel | 3:02  |
| 15 | Hole in My Head feat. Justin Timberlake | Justin Timberlake, Fauntleroy II, Fenty | The Y’s        | 4:06  |

### Remix Edition
| #  | Titel                       | Remix                          | Länge |
| -- | --------------------------- | ------------------------------ | ----- |
| 1  | Mad House                   | Chew Fu Straight Jacket Fix    | 2:12  |
| 2  | Russian Roulette            | Chew Fu Black Russian Fix      | 5:55  |
| 3  | Rockstar 101 feat. Slash    | Chew Fu Teacher’s Pet Fix      | 4:27  |
| 4  | Wait Your Turn              | Chew Fu Can’t Wait No More Fix | 5:09  |
| 5  | Photographs feat. will.i.am | Chew Fu 35mm Fix               | 5:59  |
| 6  | Rude Boy                    | Chew Fu Vitamin S Fix          | 5:41  |
| 7  | Hard feat. Jeezy            | Chew Fu Granite Fix            | 5:28  |
| 8  | G4L                         | Chew Fu Guns in the Air Fix    | 5:25  |
| 9  | Fire Bomb                   | Chew Fu Molotov Fix            | 6:58  |
| 10 | Stupid in Love              | Chew Fu Small Room Fix         | 5:32  |

## Singleauskopplungen
| Jahr | Titel            | Höchstplatzierung, Gesamtwochen, AuszeichnungChartplatzierungen (Jahr, Titel, , Platzierungen, Wochen, Auszeichnungen, Anmerkungen) | Höchstplatzierung, Gesamtwochen, AuszeichnungChartplatzierungen (Jahr, Titel, , Platzierungen, Wochen, Auszeichnungen, Anmerkungen) | Höchstplatzierung, Gesamtwochen, AuszeichnungChartplatzierungen (Jahr, Titel, , Platzierungen, Wochen, Auszeichnungen, Anmerkungen) | Höchstplatzierung, Gesamtwochen, AuszeichnungChartplatzierungen (Jahr, Titel, , Platzierungen, Wochen, Auszeichnungen, Anmerkungen) | Höchstplatzierung, Gesamtwochen, AuszeichnungChartplatzierungen (Jahr, Titel, , Platzierungen, Wochen, Auszeichnungen, Anmerkungen) | Anmerkungen                                                                |
| Jahr | Titel            | DE | AT | CH | UK | US | Anmerkungen                                                                |
| ---- | ---------------- | --- | --- | --- | --- | --- | -------------------------------------------------------------------------- |
| 2009 | Russian Roulette | DE2 Gold · (27 Wo.)DE | AT2 (23 Wo.)AT | CH1 Gold · (26 Wo.)CH | UK2 Platin · (22 Wo.)UK | US9 ×2Doppelplatin · (14 Wo.)US | Erstveröffentlichung: 27. Oktober 2009 Verkäufe: + 3.082.500               |
| 2009 | Hard             | — | — | — | UK42 (10 Wo.)UK | US8 ×2Doppelplatin · (20 Wo.)US | Erstveröffentlichung: 10. November 2009 Verkäufe: + 2.000.000; feat. Jeezy |
| 2009 | Wait Your Turn   | — | — | — | UK45 (2 Wo.)UK | — | Erstveröffentlichung: 13. November 2009                                    |
| 2010 | Rude Boy         | DE4 Gold · (21 Wo.)DE | AT6 (20 Wo.)AT | CH5 Gold · (27 Wo.)CH | UK2 ×2Doppelplatin · (36 Wo.)UK | US1 ×5Fünffachplatin · (22 Wo.)US                                                                                                   | Erstveröffentlichung: 19. Februar 2010 Verkäufe: + 7.211.438               |
| 2010 | Rockstar 101     | — | — | — | — | US64 Platin · (5 Wo.)US | Erstveröffentlichung: 18. Mai 2010 Verkäufe: + 1.000.000; feat. Slash      |
| 2010 | Te amo           | DE11 Gold · (22 Wo.)DE | AT11 (18 Wo.)AT | CH9 Gold · (27 Wo.)CH | UK14 Platin · (22 Wo.)UK | US— GoldUS | Erstveröffentlichung: 8. Juni 2010 Verkäufe: + 1.602.400                   |

## Rezensionen
Andy Kellman von Allmusic wies auf die „provokativen“ Inhalte und die Aufmachung des Albums hin, er sprach von „Good girl gone evil“ (etwa: „Gutes Mädchen, das böse geworden ist“), wenn auch einiges „over the top“, übertrieben, sei. Die Bewertung lag bei vier von fünf Sternen.

## Kommerzieller Erfolg

### Chartplatzierungen
Rated R avancierte zum Nummer-eins-Erfolg in Norwegen und der Schweiz. Des Weiteren erreichte es Top-10-Platzierungen in Deutschland und den Vereinigten Staaten (je Rang 4), Österreich (Rang 7), dem Vereinigten Königreich (Rang 9) und Frankreich (Rang 10).
| ChartsChartplatzierungen       | Höchstplatzierung | Wochen |
| ------------------------------ | ----------------- | ------ |
| Deutschland (GfK)              | 4 (41 Wo.)        | 41     |
| Österreich (Ö3)                | 7 (22 Wo.)        | 22     |
| Schweiz (IFPI)                 | 1 (43 Wo.)        | 43     |
| Vereinigte Staaten (Billboard) | 4 (45 Wo.)        | 45     |
| Vereinigtes Königreich (OCC)   | 9 (74 Wo.)        | 74     |

| ChartsJahrescharts (2009)    | Platzierung |
| ---------------------------- | ----------- |
| Schweiz (IFPI)               | 80          |
| Vereinigtes Königreich (OCC) | 58          |

| ChartsJahrescharts (2010)      | Platzierung |
| ------------------------------ | ----------- |
| Deutschland (GfK)              | 59          |
| Österreich (Ö3)                | 67          |
| Schweiz (IFPI)                 | 12          |
| Vereinigte Staaten (Billboard) | 21          |
| Vereinigtes Königreich (OCC)   | 28          |

### Auszeichnungen für Musikverkäufe
| Land/Region                  | Auszeichnungen für Musikverkäufe (Land/Region, Auszeichnung, Verkäufe) | Verkäufe    |
| ---------------------------- | ---------------------------------------------------------------------- | ----------- |
| Australien (ARIA)            | Platin                                                                 | 70.000      |
| Belgien (BRMA)               | Gold                                                                   | 15.000      |
| Dänemark (IFPI)              | Platin                                                                 | 20.000      |
| Deutschland (BVMI)           | Platin                                                                 | 200.000     |
| Europa (IFPI)                | Platin                                                                 | (1.000.000) |
| Frankreich (SNEP)            | Platin                                                                 | 200.000     |
| Golf-Kooperationsrat (IFPI)  | Gold                                                                   | 3.000       |
| Irland (IRMA)                | Platin                                                                 | 15.000      |
| Italien (FIMI)               | Gold                                                                   | 30.000      |
| Kanada (MC)                  | Platin                                                                 | 80.000      |
| Neuseeland (RMNZ)            | Platin                                                                 | 15.000      |
| Norwegen (IFPI)              | Gold                                                                   | 15.000      |
| Polen (ZPAV)                 | Gold                                                                   | 10.000      |
| Russland (NFPF)              | Gold                                                                   | 10.000      |
| Schweiz (IFPI)               | Platin                                                                 | 30.000      |
| Singapur (RIAS)              | Gold                                                                   | 5.000       |
| Vereinigte Staaten (RIAA)    | 2× Platin                                                              | 2.000.000   |
| Vereinigtes Königreich (BPI) | 2× Platin                                                              | 710.000     |
| Insgesamt                    | 7× Gold · 13× Platin ·                                                 | 3.428.000   |

Hauptartikel: Rihanna/Auszeichnungen für Musikverkäufe